# SIGGRAPH
SIGGRAPH (abreviação de Special Interest Group on GRAPHics and Interactive Techniques; em português: Grupo de Interesse Especial em Gráficos e Técnicas Interativas) é o nome da conferência anual sobre computação gráfica convocada pela organização ACM SIGGRAPH. A primeira conferência SIGGRAPH ocorreu em 1974. A conferência é frequentado por dezenas de milhares de profissionais de informática. Conferências anteriores foram realizadas em Los Angeles, Dallas, New Orleans, Boston e outros lugares nos EUA.
Dezenas de trabalhos de pesquisa são apresentados a cada ano, e o SIGGRAPH é amplamente considerado o fórum mais prestigiado para a publicação de pesquisas de computação gráfica. A taxa de aceitação de pesquisas, recentemente, tem sido inferior a 20%. Os trabalhos aceitos para apresentação no SIGGRAPH estão impressos em uma edição especial do jornal ACM Transactions on Graphics. Antes de 2002, o SIGGRAPH papéis foram impressos na série de publicações SIGGRAPH Conference Proceedings.